# Lars Eklycke
Lars Göran Eklycke, född 19 juli 1944 i Stockholm, är en svensk jurist som var hovrättspresident i hovrätten över Skåne och Blekinge från år 2000 till 2001 och lagman i Falu tingsrätt från 2001 till 2011.
Eklycke blev juris kandidat vid Stockholms universitet 1968 och genomförde tingstjänstgöring 1968-1971 innan han blev fiskal vid Svea hovrätt 1972, där han senare utsågs till hovrättslagman 1992. Han hade flera olika uppdrag på Justitiedepartementet mellan 1974 och 1992. Han var hovrättspresident i hovrätten över Skåne och Blekinge 2000-2001   och utsågs till lagman i Falu tingsrätt 1 februari 2001.
Eklycke var son till expeditionschef Sten Eklycke och han maka Nea, född Strand. Han var gift från 1981 med Ulla, sjuksköterska, född Moberg 1948.